# Villazón (plaats)
Villazón is een plaats met ongeveer 28.000 inwoners. Het is de hoofdstad van de provincie Modesto Omiste in het departement Potosí in Bolivia.

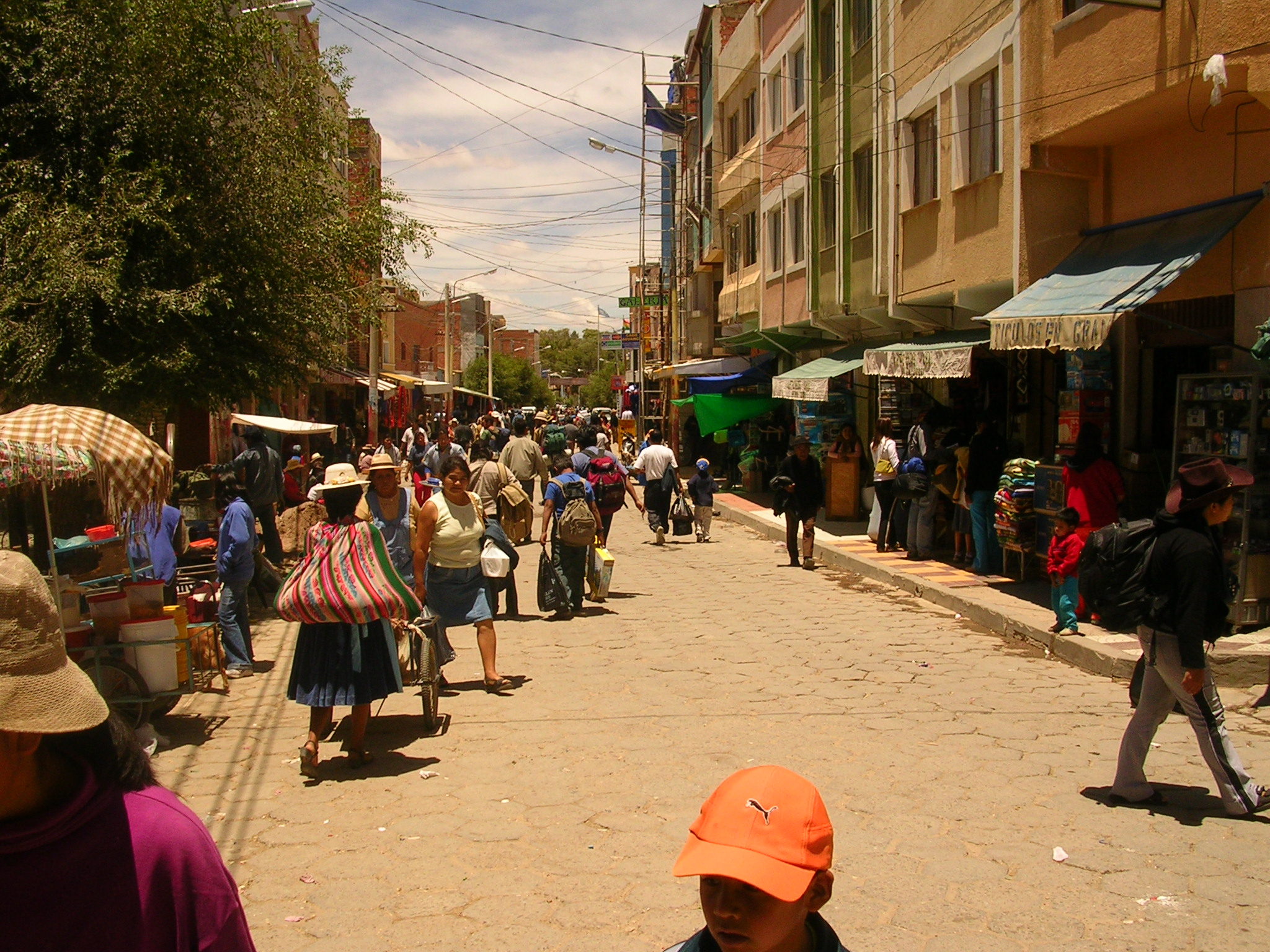
Villazón

## Geboren
- Óscar Soliz (1985), wielrenner